# Donau-Ries
Donau-Ries (Danube-Ries) là một huyện ở bang Bayern, Đức. Huyện này giáp với (từ phía bắc theo chiều kim đồng hồ) các huyện Ansbach, Weißenburg-Gunzenhausen, Eichstätt, Neuburg-Schrobenhausen, Aichach-Friedberg, Augsburg và Dillingen, và bang Baden-Württemberg (các huyện Heidenheim và Ostalbkreis).
Huyện như ngày nay đã được lập năm 1972 thông qua việc hợp nhất các huyện cũ Nördlingen và Donauwörth.
Phía nam của huyện có sông Danube chảy qua theo hướng tây-nam.

## Thị xã và đô thị
| Thị xã                                                                                      | Đô thị | |
| ------------------------------------------------------------------------------------------- | --- | --- |
| 1. Donauwörth 2. Harburg 3. Monheim 4. Nördlingen 5. Oettingen in Bayern 6. Rain 7. Wemding | 1. Alerheim 2. Amerdingen 3. Asbach-Bäumenheim 4. Auhausen 5. Buchdorf 6. Daiting 7. Deiningen 8. Ederheim 9. Ehingen am Ries 10. Forheim 11. Fremdingen 12. Fünfstetten 13. Genderkingen 14. Hainsfarth 15. Harburg 16. Hohenaltheim 17. Holzheim 18. Huisheim 19. Kaisheim | 1. Maihingen 2. Marktoffingen 3. Marxheim 4. Megesheim 5. Mertingen 6. Mönchsdeggingen 7. Möttingen 8. Munningen 9. Münster 10. Niederschönenfeld 11. Oberndorf am Lech 12. Otting 13. Reimlingen 14. Rögling 15. Tagmersheim 16. Tapfheim 17. Wallerstein 18. Wechingen 19. Wolferstadt |